# Raimundo Faoro
Raimundo Faoro (na grafia arcaica, Raymundo Faoro; Vacaria, 27 de abril de 1925 – Rio de Janeiro, 15 de maio de 2003) foi um jurista, sociólogo, historiador, cientista político e escritor brasileiro. Foi presidente da Ordem dos Advogados do Brasil (OAB), de 1977 a 1979, e membro da Academia Brasileira de Letras (ABL).
É autor do livro Os Donos do Poder, em que analisa a formação sociopolítica patrimonialista do Brasil.

## Biografia
Raymundo Faoro era filho de agricultores, Attilio Faoro e Luisa D'Ambros. A família, de imigrantes italianos originários de Arsiè, província de Belluno, mudou-se para a cidade de Caçador, Santa Catarina, após 1930. Lá, Faoro fez o curso secundário no Colégio Aurora.
Formou-se em direito em 1948 pela Universidade Federal do Rio Grande do Sul. Transferiu-se em 1951, para o Rio de Janeiro, onde atuou como advogado, e em 1963 foi aprovado em concurso público para o cargo de procurador do Estado, função na qual se aposentaria.
Colaborou na imprensa desde o tempo de estudante universitário. Co-fundador da Revista Quixote, em 1947, escreveu para diversos jornais do Rio Grande do Sul, Rio de Janeiro e São Paulo.
Integrou em 1972 o Conselho de Defesa dos Direitos da Pessoa Humana, na condição de representante da OAB. Participou da decisão desse colegiado que por 8 votos a 1 arquivou a denúncia de tortura e morte de Stuart Edgart Angel Jones, seguindo o voto do senador Filinto Müller.
Foi presidente nacional da Ordem dos Advogados do Brasil, de 1977 a 1979. Lutou pelo fim dos Atos Institucionais e ajudou a consolidar o processo de abertura democrática nos anos 70. Com ele a sede da OAB, no Rio de Janeiro, transformou-se num front de resistência pacífica contra o regime militar de 1964. Partiu de lá a primeira grande denúncia circunstanciada contra a tortura de presos políticos. No governo João Figueiredo, lutou pela anistia ampla, geral e irrestrita. Com a anistia e a retomada das liberdades políticas, a casa de Faoro em Laranjeiras tornou-se lugar de encontro de políticos como Tancredo Neves e Luiz Inácio Lula da Silva. Este propôs, sem sucesso, que Faoro entrasse na disputa presidencial em 1989, como candidato a vice-presidente.
Luís Roberto Barroso narra que, no final dos anos 70, recorreu a Faoro, então recém-eleito presidente da OAB, para que este intercedesse pela segurança de membros do centro acadêmico do qual Barroso era diretor, que haviam sido convocados para depor no Departamento de Polícia Política e Social (DPPS), o que à época significava grave risco de sofrer violência. De acordo com Barroso, um telefonema de Faoro para o Departamento foi essencial para a incolumidade dos estudantes.
Em 23 de novembro de 2000, Faoro foi eleito para a Academia Brasileira de Letras, sucedendo ao também advogado Barbosa Lima Sobrinho na Cadeira n. 6. Foi recebido pelo acadêmico Evandro Lins e Silva em 17 de setembro de 2002.

## Formação histórico-social brasileira
Raymundo Faoro é autor de Os Donos do Poder, obra que aponta o período colonial brasileiro como a origem da corrupção e burocracia no país colonizado por Portugal, então um Estado absolutista. De acordo com o autor, toda a estrutura patrimonialista foi trazida para cá. No entanto, enquanto isso foi superado em outros países, acabou sendo mantido no Brasil, tornando-se a estrutura de nossa economia política.
Nesta sua concepção de Estado patrimonialista, Faoro coloca a propriedade individual como sendo concedida pelo Estado, caracterizando uma "sobrepropriedade" da coroa sobre seus súditos e também este Estado sendo regido por um soberano e seus funcionários. O autor assim nega a existência de um regime propriamente feudal nas origens do Estado brasileiro. O que caracteriza o regime feudal é a existência da vassalagem intermediando soberano e súditos e não de funcionários do estado, como pretende Faoro.
Desenvolvendo seu raciocínio, Faoro conclui que o que se teve no Brasil foi um capitalismo politicamente orientado, conceito este de inspiração weberiana. Negando-se em atribuir um papel hipostasiado à economia com relação à política, Faoro vê em seu país uma forma pré-capitalista. Esta característica pré-capitalista, no entanto, ainda será entendida no interior do pensamento weberiano em que capitalismo é definido como uma aquisição racional de lucros burocraticamente organizada, diferente do capitalismo politicamente orientado em que tal aquisição será direcionada por interesses dos Estado e da sua concorrência com outros estados. Destacando-se da análise da dialética marxista, esta forma de capitalismo não irá inevitavelmente desembocar numa forma de capitalismo mais avançado, mas poderá perpetrar-se na medida em que coexiste com formas racionais de organização da produção.
O capitalismo politicamente orientado atribui ao Estado patrimonial e seus funcionários características de um estamento burocrático, ainda que este impeça a consolidação de uma ordem burguesa propriamente dita no país.

## Biblioteca
Em 2013 a biblioteca de Raymundo Faoro, composta por 9 280 itens, incluindo livros, periódicos e obras de referência, abrangendo diversos campos do saber, como filosofia, história, sociologia, ciência política, direito e literatura, foi adquirida pela Procuradoria Geral do Estado do Rio de Janeiro.

## Publicações
(por ano da primeira edição)
- Os Donos do Poder - formação do patronato político brasileiro. Porto Alegre, Editora Globo, 1958.
- Machado de Assis - a pirâmide e o trapézio. São Paulo, Companhia Editora Nacional, 1974.
- Assembleia Constituinte - A Legitimidade Recuperada. São Paulo, Brasiliense, 1981.
- Existe um pensamento político brasileiro?. São Paulo, Ática, 1994.
- A República Inacabada (org. Fábio Konder Comparato). São Paulo, Editora Globo, 2007. (coletânea de textos)
- A Democracia Traída  (org. Mauricio Dias). São Paulo, Editora Globo, 2008. (entrevistas 1979-2002)
- A República em transição (org. Joaquim Falcão & Paulo Augusto Franco). Rio de Janeiro, Record, 2018. (coletânea de textos)